# Presea Plan de San Luis
La Presea Plan de San Luis, es una condecoración civil otorgada en México, en el estado de San Luis Potosí otorgada por el Congreso del Estado de San Luis Potosí, siguiendo propuestas por parte de la ciudadanía. Fue creada el 4 de marzo de 1983,  por el  entonces  Gobernador, Carlos Jonguitud Barrios, cuyo propósito fundamental  es  reconocer a  la ciudadanía, por su  obra intelectual, artística, cultural, científica, política, altruista y heroica.
La Presea desde su creación ha sido entregada en 36 ocasiones, siendo interrumpida en los años de 1986, 1987, 1991 y 1992. La entrega correspondiente al año 2020 se declaró desierta debido a Pandemia de COVID-19 en México, sin embargo, al término del Confinamiento por la pandemia de COVID-19 en México, se realizó la entrega respectiva.
El premio consiste en una medalla, la cual es entregada en sesión solemne en las instalaciones del Congreso del Estado de San Luis Potosí. No cuenta con remuneración económica.

## Lista de personas reconocidas
Las personas reconocidas con la Presea al Mérito Plan de San Luis son:
| Ocasión | Año  | Persona premiada                          | Motivación |
| ------- | ---- | ----------------------------------------- | --- |
| 1       | 1983 | Jesús Silva Herzog                        | Por su trabajo académico en la economía, el periodismo, la literatura, la historia y el ensayo. |
| 2       | 1984 | Francisco Martínez de la Vega             | Por el ejercicio del periodismo durante más de 50 años. |
| 3       | 1985 | Miguel Álvarez Acosta                     | Por su labor en pro de la cultura. Entre sus logros destacan la dirección general del Instituto Nacional de Bellas Artes y Literatura, la dirección del Organismo para la Promoción Internacional de la Cultura de la Secretaría de Relaciones Exteriores, presidente del Instituto de Pedagogía y vicepresidente de la Academia Potosina de Ciencias y Artes. |
| 4       | 1988 | Graciano Sánchez                          | «Por su trascendente obra a favor de los campesino potosino y del país en general». Entregada de forma póstuma. Entre los logros campesinos destaca ser fundador de la Confederación Nacional Campesina. |
| 5       | 1989 | Antonio Rocha Cordero                     | En reconocimiento a su labor como gobernador en el periodo 1966-1972: |
| 6       | 1990 | Agustín Olivo Monsiváis                   | «Por su ejemplar trayectoria como Jurista y Hombre Público». |
| 7       | 1993 | Oralia Gutiérrez Sánchez                  | «Por su ejemplar trayectoria, virtudes y aportaciones a la vida social, histórica y cultural de nuestro pueblo»." Narradora y comentarista en la radio XETR, historiadora de la Región Huasteca, creadora del primer museo de Ciudad Valles. |
| 8       | 1994 | Joaquín Antonio Peñalosa                  | Por su labor a la vida histórica y cultura de San Luis Potosí. Dentro de las cuales destaca como fundador de la revista Estilo. Colaborador de Señal, Ábside, Familia Cristiana y Letras Potosinas. |
| 9       | 1995 | José Antonio Padilla Segura               | Por su desempeño en distintas áreas de la política mexicana. Fue Director del Instituto Politécnico Nacional, Secretario de Comunicaciones y Transportes, director fundador del Centro de Informática Legislativa del Senado de la República y del Centro de Información y Documentación de la Asamblea de Representantes del Distrito Federal.                |
| 10      | 1996 | María de Jesús Villanueva Viuda de Belloc | Por su labor en pro de los derechos de las personas con discapacidad visual. |
| 11      | 1997 | Alfonso Lastras Ramírez                   | Por su labor política en el estado de San Luis Potosí. Entre sus obras se encuentran rectoría de la Universidad Autónoma de San Luis Potosí, diputado federal en la XLIX Legislatura, fundador del San Luis Fútbol Club |
| 12      | 1998 | Rafael Montejano y Aguiñaga               | Por su aporte cultural e histórico a la cultura de México y San Luis Potosí. |
| 13      | 1999 | José de Jesús Macías Mendoza              | Por su trayectoria como profesor en el área de la medicina en la Universidad Autónoma de San Luis Potosí. |
| 14      | 2000 | Félix Duajare Torres                      | Por su contribución a la literatura y poesía mexicana contemporánea. |
| 15      | 2001 | María del Socorro Sierra Rivera           | Por su labor como rescatista. |
| 16      | 2002 | Raúl Gamboa Cantón                        | Por su labor como impulsor de la cultura y la educación artística. |
| 17      | 2003 | Joaquín Arias Méndez                      | «Como testimonio y reconocimiento al valor artístico y humano de su extensa obra monumental y escultórica, que en su conjunto contribuye a engrandecer los valores artísticos y culturales de los potosinos». |
| 18      | 2004 | Mario Lozano González                     | En reconocimiento a su labor filantrópica y la seguridad alimentaria de la niñez. |
| 19      | 2005 | Beatriz Josefa Velásquez Castillo         | Por su desempeño en la comunidad médica y universitaria de la Universidad Autónoma de San Luis Potosí. |
| 20      | 2006 | Fernando Domínguez García                 | Muralista, escritor y pintor, originario de la Región Huasteca. Entregada de forma póstuma. |
| 21      | 2007 | Ana María Alba Maldonado                  | Fundadora de la Escuela Profesora Rafaela Arganiz, dedicada a la educación de personas con discapacidad. «Quede a su gran labor de altruismo social, a su incansable lucha por los niños con capacidades diferentes del Estado, y su colaboración al crecimiento de una cultura de respeto e inclusión».                                                       |
| 22      | 2008 | Adolfo Miguel Benavente Duque             | Por su labor altruista en el área de protección civil y el cuerpo de bomberos por más de 40 años. |
| 23      | 2009 | Obed Hernández Herrera                    | Por su apoyo al deporte (boxeo, atletismo, béisbol, futbol, basquetbol, ciclismo, automovilismo). |
| 24      | 2010 | José Carmen García Vázquez                | Por su trayectoria docente, académica, política y profesional. |
| 25      | 2011 | Carlos Jonguitud Barrios                  | Por su «legado político y social que ha dejado en la sociedad potosina». Entregada de forma póstuma. |
| 26      | 2012 | Alejandro Fernández Montiel               | Por su labor en pro de los derechos de las personas con discapacidad. |
| 27      | 2013 | César Cervantes Díaz de Sandi             | Por haber fundado la Estudiantina Guadalupana Potosina y dedicar su vida a la música y canto de la niñez y la adolescencia. |
| 28      | 2014 | Paola Longoria                            | Por sus méritos en el deporte profesional del raquetbol. Por ser «La primera mexicana en permanecer como la No. 1 del mundo por dos años consecutivos» |
| 29      | 2015 | Elías Francisco Naif Chessani             | Por ser representante de la música tradicional del Huapango. |
| 30      | 2016 | Miguel García Maldonado                   | «Por su labor altruista en pro del deporte». |
| 31      | 2017 | José Morales Reyes                        | «Por su labor filantrópica, impulso a la cultura y tradiciones, trayectoria empresarial y de responsabilidad social, así como pilar fundamental en medios de comunicación de San Luis Potosí». |
| 32      | 2018 | Socorro Vázquez Ríos                      | Por su labor como docente durante 51 años. |
| 33      | 2019 | María de los Ángeles Hermosillo Casillas  | Por su labor cuidando de los Derechos Humanos de la niñez y adolescencia. |
| 34      | 2020 | Emmanuel Rafael Marcos Coulón Castro      | Por su labor en el Escultismo y como socorrista en la Cruz Roja Mexicana. |
| 35      | 2021 | Roberto Mar Acosta                        | Por dar a conocer e impartir la danza folclórica y la música de la Región Huasteca. |
| 36      | 2022 | Ricardo Cordero de Ávila                  | Por su labor que realiza a través de las diversas organizaciones civiles, en fomento del automovilismo. |
| 37      | 2023 | Enrique Auces Maciel                      | Por fortalecer la cultura del reconocimiento como una fuente generadora de modelos de vida para la comunidad con énfasis en la juventud. |

## Personas galardonadas por género
| Género  | Cantidad |
| ------- | -------- |
| Hombres | 29       |
| Mujeres | 8        |